# تسليم كابل
تسليم كابُل أو سقوط كابل في أيدي قوات طالبان في 15 أغسطس 2021 في ذروة هجوم عسكري بدأ في مايو 2021 ضد الحكومة الأفغانية. سقطت العاصمة بعد ساعات من فرار الرئيس أشرف غني من البلاد وتخليه عن القصر الرئاسي في المدينة. سقطت معظم عواصم الولايات الأفغانية واحدة تلو الأخرى في خضم انسحاب القوات الأمريكية الذي كان من المقرر أن يكتمل بحلول نهاية أغسطس.
المفاوضات المتوترة جارية بين وفد طالبان والمسؤولين الأفغان، على الرغم من أنه من غير المرجح أن تنتهي بأي شيء أقل من استسلام غير مشروط من قبل الحكومة. طلبت حركة طالبان انتقالًا سلميًا للسلطة، وأعلنت الحكومة عن استعدادها للالتزام. ومع ذلك فقد طلبت الحكومة نقل السلطة إلى حكومة انتقالية، بينما ترغب طالبان في انتقال كامل للسلطة.

## البداية

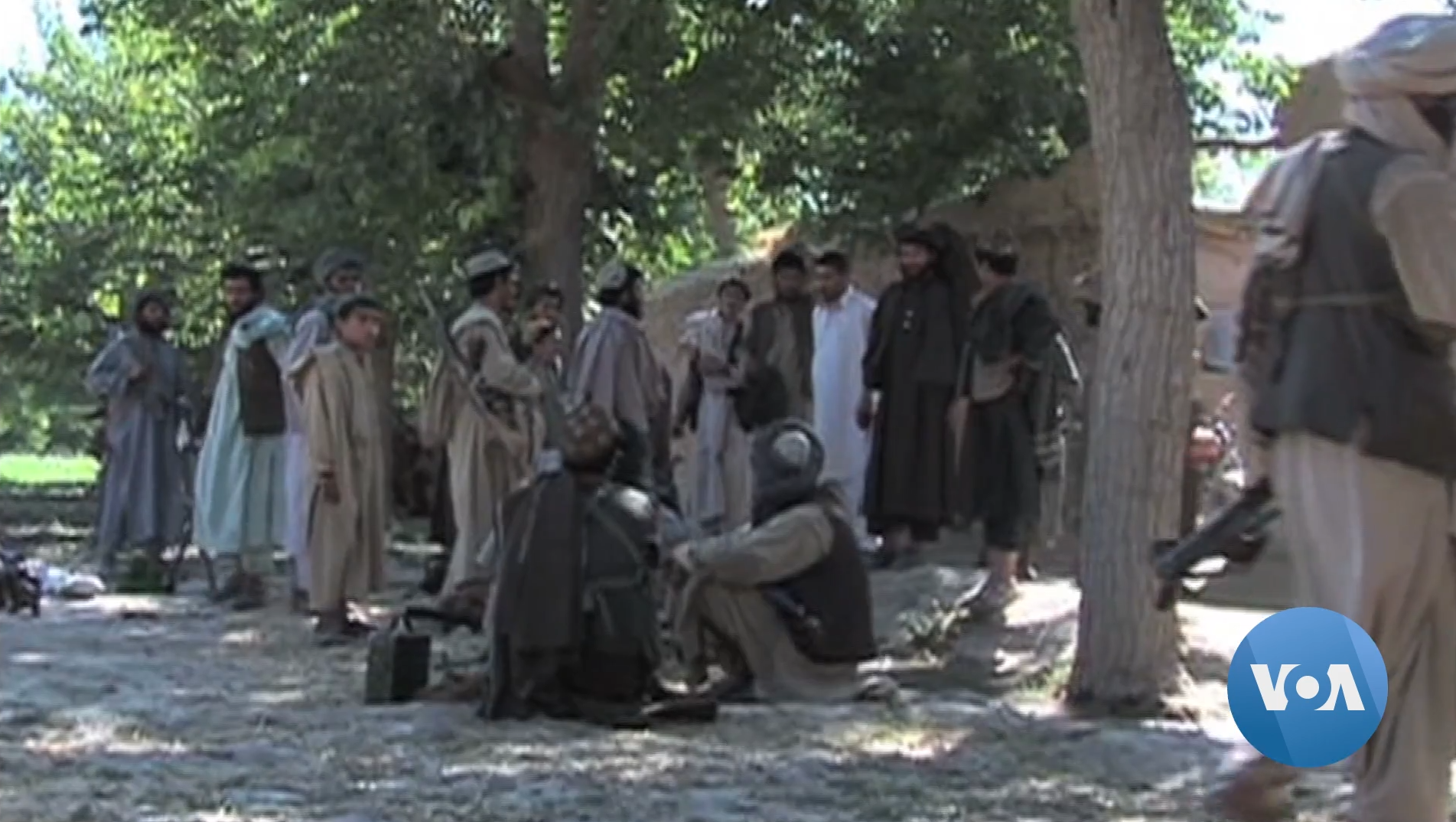
مقاتلي طالبان خلال هجومهم سنة 2021.

بدأت طالبان والجماعات المسلحة المتحالفة معها هجومًا واسع النطاق في 1 مايو 2021، بالتزامن مع انسحاب معظم القوات الأمريكية من أفغانستان. بعد هزيمته السريعة في جميع أنحاء البلاد تُرِك الجيش الوطني الأفغاني في حالة من الفوضى، وبقيت وحدتان فقط تعملان حتى منتصف أغسطس: الفيلق 201 والفرقة 111، ومقرهما في كابل. وحوصرت العاصمة بعد أن استولت طالبان على مهترلام وشرنه وغرديز وأسد أباد ومدن أخرى بالإضافة إلى مناطق في الشرق. وقد ساءت توقعات الوضع في كابل بسرعة في الأيام التي سبقت السقوط. قدم المسؤولون الأمريكيون توقعات في بداية أغسطس بأن كابل قد تصمد لعدة أشهر، لكن أسبوع الخريف جلب المزيد من التوقعات القاتمة؛ قبل خمسة أيام من وصول طالبان إلى كابل، تراجعت التوقعات واقترح التحليل أن العاصمة ستستمر «من 30 إلى 90 يومًا»، وبعدها بيومين توقع المسؤولون سقوط المدينة في غضون أسبوع.

## عمليات الإجلاء والقتال والمفاوضات

### سقوط حكومة أشرف غني
وفي 15 أغسطس أمرت قيادة طالبان قواتها رسميًا بوقف تقدمهم على أبواب كابل، معلنة أنهم لن يستولوا على المدينة بالقوة على الرغم من وصول قواتهم إلى أطرافها. وأفاد السكان المحليون أن مقاتلي طالبان يتقدمون إلى المناطق الحضرية بغض النظر عن التصريحات الرسمية لقادتهم. بعد بعض الاشتباكات ورد أن قوات طالبان استولت على سجن پل چرخی، وأطلقوا سراح جميع السجناء، بما في ذلك الأسرى من مقاتلي داعش والقاعدة. ورفع مقاتلو طالبان علمهم في عدة مناطق بالمدينة، وضغطوا على بعض رجال الشرطة لتسليم كل أسلحتهم. كما سقطت قاعدة بغرام ومعتقل بروان الذي ضم 5000 سجين في يد طالبان.
وقالت وزارة الداخلية الأفغانية في بيان إن الرئيس أشرف غني قرر التنازل عن السلطة وأنه سيتم تشكيل حكومة مؤقتة بقيادة طالبان. بعدها خمد القتال، رغم أن العديد من المدنيين ظلوا محصنين في منازلهم. وفي الساعة 11:17 بتوقيت وسط أوروبا، ورد أن مفاوضي طالبان وصلوا إلى القصر الرئاسي لبدء نقل السلطة. على الرغم من توتر المفاوضات أعلنت الحكومة استعدادها لتسليم كابل سلميًا للمتمردين، وحثت المدنيين على التزام الهدوء. أفادت قناة العربية أنه سيتم تشكيل حكومة انتقالية بقيادة الوزير السابق علي جلالي، لكن طالبان نفت ذلك لاحقًا.
زعمت تقارير إخبارية أفغانية وهندية في ذات اليوم أن غني غادر أفغانستان ومعه نائب الرئيس أمر الله صالح إلى طاجيكستان. تم إخلاء القصر الرئاسي (أرغ) في كابل بواسطة الهليكوبتر. في غضون ذلك وصل المؤسس المشارك لطالبان عبد الغني برادر إلى مطار كابل للإعداد لتولي الحكومة.
في الساعة 8:55 مساءً بالتوقيت المحلي زعمت طالبان أنها استولت على قصر أرغ الذي أخلاه الرئيس غني في وقت سابق من نفس اليوم. يُزعم أن جميع موظفي القصر الآخرين أُمروا بالمغادرة بعد خروج غني. وسُمح لاحقًا لمراسلين من قناة الجزيرة بالدخول إلى أرغ وتمكنوا من مقابلة بعض مقاتلي طالبان.
في حوالي الساعة 9:12 مساءً بالتوقيت المحلي، أفيد أن طالبان ستعلن قريبًا إمارة أفغانستان الإسلامية من القصر الرئاسي، وعودتها إلى الرمز الرسمي لحكومة طالبان من 1996 إلى 2001. وحوالي الساعة 11:00 مساءً بالتوقيت المحلي نشر غني على فيسبوك أنه فر في محاولة لتجنب معركة دامية وأن «طالبان انتصروا بالسيوف والبنادق».

### إخلاء مطار كابل

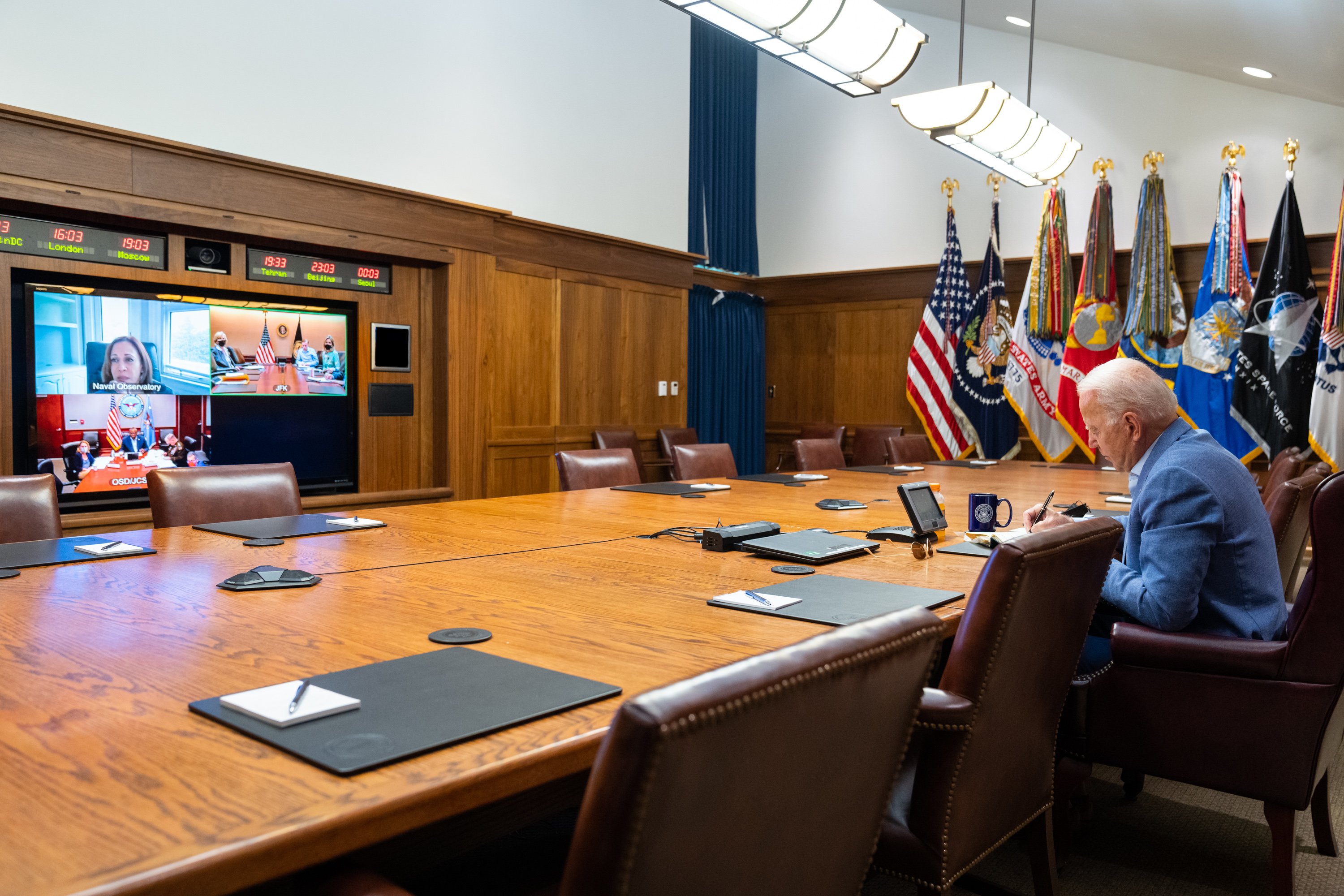
عقد الرئيس الأمريكي جو بايدن ونائبته كامالا هاريس اجتماعا بالفيديو مع فريق الأمن القومي الأمريكي لمناقشة الوضع في أفغانستان.

بعد سقوط هرات في 12 أغسطس، أعلنت حكومتا الولايات المتحدة والمملكة المتحدة عن نشر 3000 و 600 من قواتهما على التوالي في مطار كابل لتأمين جسر جوي لمواطنيهما وموظفي السفارات والمدنيين الأفغان الذين عملوا مع قوات التحالف خارج البلاد. قال المسؤولون الأمريكيون إن أول انتشار لهم سيحدث في غضون 24 إلى 48 ساعة القادمة، وأنه لا يزال من المتوقع أن تغادر جميع قواتهم أفغانستان بحلول نهاية أغسطس 2021.
وسط هجوم طالبان على العاصمة، شوهدت طائرات هليكوبتر من طراز بوينغ سي إتش-47 شينوك وسيكورسكي يو إتش-60 بلاك هوك وطائرات وزارة الخارجية الأمريكية من طراز سي إتش-46 سي نايت هبطت في السفارة الأمريكية في كابل لتنفيذ عمليات الإجلاء حيث ورد أن الدبلوماسيين قاموا بتمزيق الوثائق السرية. وانتشر الذعر بين السكان المدنيين في المدينة، واندفع الكثيرون إلى منازلهم أو إلى المطار الذي ظل تحت سيطرة الحكومة. أعلنت الحكومة الألمانية أنها بصدد إرسال طائرات من طراز إيرباص إيه 400إم أطلس مع مجموعة من المظليين للإجلاء. صرحت الحكومة الألمانية كذلك بأنها ستسعى للحصول على الموافقة البرلمانية المطلوبة بمجرد اكتمال المهمة، نظرًا لخطورة الموقف. أعلن رئيس الوزراء الألباني إيدي راما أن حكومته قبلت طلبًا أمريكيًا لتكون بمثابة مركز عبور للأشخاص الذين تم إجلاؤهم. أفادت الأنباء أن الحكومة الإيطالية نقلت طاقم سفارتها بالإضافة إلى عائلات 30 موظفًا أفغانيًا إلى مطار كابل تحت حراسة كارابينييري للاستعداد للإخلاء. أفادت التقارير أن حكومة الهند لديها طائرة بوينغ سي-17 غلوب ماستر 3 مستعدة لإجلاء الموظفين الدبلوماسيين الهنود، لكنها توقعت أن يستغرق الأمر وقتًا أطول بعد تمكن طالبان من الاستيلاء على كابل.
في حوالي الساعة 8:30 مساءً بالتوقيت المحلي، ظهرت تقارير عن إطلاق النار على السفارة الأمريكية. أصدرت السفارة إعلانًا تطالب فيه المواطنين الأمريكيين الموجودين في المنطقة بالبقاء في أماكنهم. أعلن وزير الخارجية أنتوني بلينكن أنه سيتم نقل السفارة إلى مطار كابل. أعلنت دول أخرى مختلفة عن خطط لإخلاء سفاراتها، بما في ذلك إسبانيا وألمانيا والمملكة المتحدة وهولندا.
احتشد الآلاف من الأفغان في مطار كابل، حيث ورد أن مدنيين قتلوا في التدافع وأطلقت القوات الأمريكية طلقات تحذيرية في الهواء لتفريق الأشخاص الذين يحاولون ركوب الطائرات بالقوة. وأظهرت لقطات مصورة مئات الأشخاص يجرون بجانب طائرة عسكرية أمريكية متحركة في مطار كابل الدولي. يمكن رؤية بعض الأشخاص معلقين أسفل جناح الطائرة C-17A. وكان آخرون يركضون بجوارها «يلوحون ويصرخون». وبحسب ما ورد تبين أن ثلاثة أشخاص على الأقل «سقطوا من أسفل الطائرة فور إقلاعها». تم التأكد في النهاية من مقتل سبعة - من بينهم رجلان مسلحان برصاص القوات الأمريكية وفقًا لوزارة الدفاع الأمريكية.
وأكد البنتاغون أن قائد القيادة المركزية الأمريكية الجنرال كينيث ماكنزي التقى بقادة طالبان في قطر. حيث وافق مسؤولو طالبان على الشروط التي وضعها ماكنزي لأخذ الفارين عن طريق مطار كابل.

## التأثير على المدنيين
كان بعض السكان المحليين وخاصة النساء خائفين من استعادة حكم طالبان وذكر البعض بأنهم شعروا بالخيانة. وأفادت الأنباء أن شوارع كابل اكتظت بالسكان الذين اندفعوا نحو المطار، حتى تخلى بعضهم عن سياراتهم وشقوا طريقهم سيرًا على الأقدام. وجرى الإبلاغ عن طوابير طويلة خارج المطار والسفارات الأجنبية، حيث ينتظر البعض في الحر على أمل أن يتمكنوا من الحصول على تأشيرات أو رحلات جوية خارج البلاد. وقام ممن عمل مع الحكومة أو المنظمات الدولية بإتلاف هوياتهم لتجنب استهدافهم من طالبان، والعديد ممن فروا إلى المطار لم يأخذوا معهم أي ممتلكات. إلا أن القليل من سكان العاصمة احتفل بدخول طالبان. في اليوم السابق لسقوط العاصمة، قال مدير مختبر السياسة الأفغانية تيمور شاران لإذاعة أوروبا الحرة / راديو ليبرتي: «من خلال تسوقي اليوم، شعرت بأن الناس محاصرون بإحساس أنهم عالقون في مستقبل غامض وغير قادرين على الحلم أو الطموح أو التفكير أو التصديق بأي شيء بعد الآن». أما ظريفة غفاري العمدة السابق لميدان شهر والتي كانت تعمل مع وزارة الدفاع في كابل فقالت لوسائل الإعلام:«لا يوجد أحد يساعدني أو يساعد عائلتي. أنا فقط أجلس معهم ومع زوجي. وسوف يأتون لأناس مثلي ويقتلونني. لا يمكنني ترك عائلتي. وعلى أي حال أين سأذهب؟»

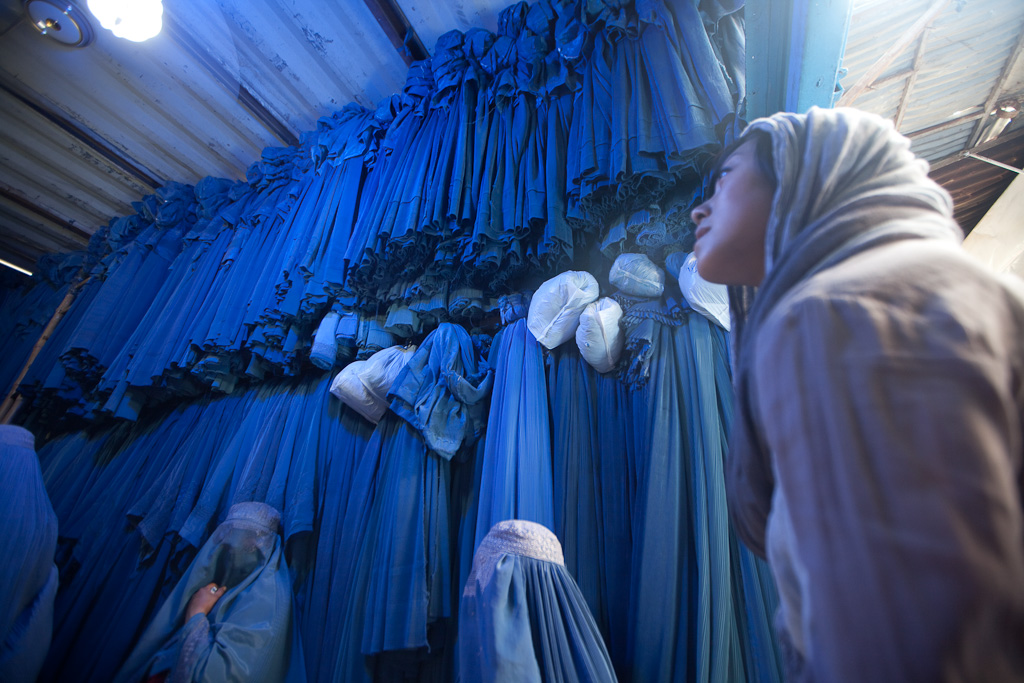
بيع تشادري في أفغانستان.

أفادت التقارير أن مبيعات البرقع (المعروفة باسم تشادري في أفغانستان) قفزت في الأيام التي سبقت وصول طالبان، وارتفع سعر القطعة من 200 ؋ إلى ما يصل إلى 3000 ؋ (حوالي US$2٫5 إلى US$37٫25) خوفًا من إعادة طالبان فرضها على النساء ومعاقبة النساء اللائي يرفضن. وقالت امرأة من كابل لصحيفة الغارديان إنه تم إجلاء الطالبات من سكنهن الجامعي قبل أن تتمكن طالبان من الوصول إليهن وأن النساء الحاصلات على تعليم جامعي في جميع أنحاء المدينة يخفين شهاداتهن. ولوحظ أن المحلات التجارية في المدينة بدأت في طلاء وإزالة الإعلانات التي تظهر النساء.
أبلغ السكان عن زيادة كبيرة في أسعار المواد الغذائية. وأفيد أن العديد من البائعين في كابل حاولوا تصفية محلاتهم على أمل جمع أموال كافية للهروب من البلاد. كما أثيرت مخاوف بشأن آلاف اللاجئين الذين فروا من تقدم طالبان في أماكن أخرى من البلاد ووجدوا أنفسهم الآن عالقين في كابل.
وفي ليلة السقوط، نشر المتحف الوطني الأفغاني بيانًا على الفيس بوك عبر فيه «عن القلق البالغ بشأن سلامة القطع الأثرية في المتحف وحاجيات موظفي المتحف».
في 16 أغسطس ورد أن معظم شوارع المدينة مهجورة، باستثناء الطرق المؤدية إلى المطار، مع إغلاق الشركات وفراغ نقاط التفتيش الأمنية للجيش الوطني الأفغاني. إلا أن مقاتلو طالبان شوهدوا وهم يستعرضون علمهم وأسلحتهم ويلتقطون صور سلفي مع معالم كابل.

## ردة الفعل الدولية
طالب الرئيس الأفغاني السابق حامد كرزاي علنًا بالانتقال سلمي للسلطة، ووعد بالبقاء في كابل مع بناته الصغيرات. وضع العديد من المسؤولين الأفغان اللوم في الانهيار على عاتق حكومة غني. وندد رئيس مجلس المصالحة الوطنية الأفغانية عبد الله عبد الله بفرار غني من البلاد، قائلاً:«إن الرئيس الأفغاني السابق غادر أفغانستان تاركاً البلاد في هذا الوضع الصعب، الله سيحاسبه». اللواء بسم الله خان محمدي رئيس أركان الجيش الوطني الأفغاني ووزير الدفاع المؤقت، غرد:«لقد قيدوا أيدينا وباعوا البلاد. اللعنة على غني وعصابته».
وحذر وزير الخارجية النمساوي ألكسندر شاللنبيرغ من «أن الصراع وعدم الاستقرار في المنطقة سينتقلان عاجلاً أم آجلاً إلى أوروبا».
قامت الولايات المتحدة وألمانيا والمملكة العربية السعودية والإمارات العربية المتحدة وكندا والهند والسويد بإجلاء سفاراتها. ولا تنوي روسيا وباكستان والصين إغلاق سفاراتها. وبحسب وكالة «نورث برس» الإخبارية في الإدارة الذاتية لشمال وشرق سوريا، فإن الروح المعنوية للجماعات الجهادية في مناطق مثل سوريا والعراق مثل هيئة تحرير الشام، قد ارتفعت بقوة بعد سقوط كابل.
أصدر البابا فرنسيس بيانًا قال فيه إنه يشارك القلق الجماعي بشأن الوضع في أفغانستان ودعا إلى الصلاة من أجل السلام. كما أعرب المؤلف خالد حسيني عن مخاوفه بشأن مستقبل حقوق المرأة في أفغانستان، وأعرب عن أمله في ألا تعود طالبان إلى العنف والقسوة التي كانت سائدة في التسعينيات.
قارن وزير الدفاع السابق ليون بانيتا سقوط كابل بغزو خليج الخنازير الفاشل لكوبا في 1961، قائلاً إن «الرئيس كينيدي تحمل مسؤولية ما حدث. أوصي بشدة الرئيس بايدن بأن يتحمل المسؤولية ... ويعترف بالأخطاء التي جرت».

### الحكومات
- كندا: أعلنت الحكومة الكندية أنها ستعلق الأعمال بسفارتها في أفغانستان.[68]
- فرنسا: أعلنت الحكومة الفرنسية أنها ستعقد اجتماعًا طارئًا لمجلس الدفاع في 16 أغسطس برئاسة الرئيس إيمانويل ماكرون لدراسة الوضع.[69]
- إندونيسيا: ذكرت الحكومة الإندونيسية أنها تراقب الوضع في أفغانستان وأعلنت استعدادها لإجلاء 15 إندونيسيًا في أفغانستان إذا لزم الأمر.[70] وستكون السفارة الإندونيسية في كابل مفتوحة.[71]
- نيبال: بدأت نيبال إجراءات مماثلة لإعادة مواطنيها من أفغانستان.[72]
- نيوزيلندا: قالت رئيسة وزراء نيوزيلندا جاسيندا أرديرن إن الحكومة كثفت جهودها لإجلاء ما يقرب من 30 مواطنًا نيوزيلنديًا من كابل، نظرًا لأن الرحلات الجوية التجارية لم تعد متاحة.[73]
- باكستان: أعرب وزير الخارجية الباكستاني عن «قلقه من تدهور الوضع في أفغانستان» لكنه قال إن باكستان لا تنوي إغلاق سفارتها في كابل.
- الفلبين: بدأت الفلبين في إعادة مواطنيها من أفغانستان.[74]
- روسيا: صرحت السفارة الروسية في كابل بأنها لن تقوم بإخلاء أو إغلاق السفارة، حيث ضمن متحدث باسم طالبان سلامة السفارة.[75] وذكرت الحكومة الروسية كذلك أن المحادثات جارية لعقد اجتماع طارئ لمجلس الأمن التابع للأمم المتحدة لمناقشة الوضع.[76]
- السويد: صرحت آن ليندي وزيرة الخارجية السويدية أن انهيار الحكومة الأفغانية «سار بشكل أسرع بكثير من المتوقع».[77] وذكر راديو السويد الإذاعية العامة أن السفارة السويدية تقوم بإجلاء موظفيها.[78]
- المملكة المتحدة: صرح رئيس لجنة الشئون الخارجية بالبرلمان البريطاني توم توجندهات أن الانهيار هو «أكبر كارثة سياسية منفردة منذ أزمة السويس».[7] أعلن رئيس الوزراء بوريس جونسون أنه سيستدعي البرلمان لمناقشة الوضع[79] بعد ظهر يوم 15 أغسطس عُقد اجتماع طارئ لـ COBR، تلاه بيان عام من جونسون ذكر فيه أن الوضع كان «صعبًا للغاية» وأننا «نعرف منذ زمن طويل أن هذه هي الطريقة التي ستسير بها الأمور.»[80] وصرح جونسون كذلك بأن المجتمع الدولي يجب ألا يعترف بحكومة طالبان، لأنه من الضروري «منع أفغانستان من الانزلاق مرة أخرى لتصبح أرضًا خصبة للإرهاب».[81]
- الولايات المتحدة: صرح الرئيس الأمريكي جو بايدن أن استمرار وجود القوات الأمريكية في أفغانستان «لم يكن ليحدث فرقًا» إذا كان الجيش الأفغاني غير قادر على السيطرة على البلاد.[63]

### الأعمال التجارية
أعلنت شركة طيران فلاي دبي الإماراتية أنها ستعلق رحلاتها إلى كابل في 16 أغسطس. وحولت طائرة طيران الإمارات رحلتها إلى كابل، وعادت لاحقًا إلى دبي. وفي 16 أغسطس أعلنت معظم شركات الطيران الأخرى أيضًا تعليق الرحلات الجوية إلى كابل. أعلنت هيئة الطيران المدني الأفغانية أنها أفرجت عن المجال الجوي لكابل للجيش وحذرت من أن «أي عبور عبر المجال الجوي لكابل لن يكون خاضعًا للرقابة».

### التقييم
أكد الصحفي نيك تورس بأنه «بدون إعادة تقييم حقيقية هذه المرة، فإن الولايات المتحدة تخاطر بالوقوع في أنماط قديمة قد تجعل الكوارث العسكرية في جنوب شرق وجنوب غرب آسيا تبدو صغيرة للغاية في يوم من الأيام.» صرح السياسي الألماني أرمين لاشيت الوزير-رئيس ولاية شمال الراين وستفاليا ومرشح ائتلاف CDU/CSU لمنصب المستشار في الانتخابات الفيدرالية الألمانية لسنة 2021، أن هذه «أكبر كارثة عانى منها الناتو منذ إنشائه وهو تغيير للعصر الذي نواجهه.» وانتقد الأدميرال كريس باري القائد المتقاعد لقوات الدفاع الأسترالية تنظيم عمليات الإجلاء، مشيرًا إلى أننا «تركناها بعد فوات الأوان» وتوقع ردود فعل انتقامية من طالبان.

### مقارنة مع سقوط سايغون
وقارن العديد من المعلقين تلك الأحداث بأحداث سقوط سايغون عند نهاية حرب فيتنام في أبريل 1975. فقبل شهر من وصول طالبان إلى كابل رفض الرئيس الأمريكي جو بايدن المقارنة، مشيرًا إلى أن "طالبان ليست جيش فيتنام الشمالية ... لن يكون هناك أي ظرف من الظروف لكي ترى أشخاصًا يُرفعون من فوق سطح سفارة الولايات المتحدة في أفغانستان. انها ليست قابلة للمقارنة على الإطلاق.
جادل المراسلون بأن تعليقات بايدن لم تكن جيدة، حيث أحرق موظفو السفارة الوثائق وتم تصوير طائرات هليكوبتر تحوم فوق المجمع وتنقل الدبلوماسيين إلى المطار بعد أقل من شهر. صرح الأدميرال لورانس شامبرز الذي أعطى الأمر بدفع طائرات الهليكوبتر من الحاملة يو إس إس ميدواي أثناء عملية الريح المتكررة لإفساح المجال أمام المزيد من الطائرات التي تم إجلاؤها من سايغون للهبوط، أن «مايحدث الآن في كابل أسوأ مما حدث في فيتنام»، موضحًا بالتفصيل «أن [في فيتنام] حاولنا إخراج أكبر عدد ممكن من الأشخاص الذين عملوا معنا... أما في أفغانستان فنحن نتخلى عن الأشخاص الذين دعمونا أثناء وجودنا هناك.»
في اليوم الذي دخلت فيه طالبان إلى كابل رفض وزير الخارجية الأمريكي بلينكين المقارنة مع سايغون، مشيرًا في مقابلة على برنامج «This Week» في قناة ABC إلى أن «هذه ليست سايغون تماما. لقد ذهبنا إلى أفغانستان قبل 20 عامًا مع وضع مهمة واحدة في الاعتبار، وكان ذلك للتعامل مع الأشخاص الذين هاجمونا يوم 11 سبتمبر وقد نجحت تلك المهمة».
على الرغم من سقوط المدينة بقي 5000 جندي أمريكي في المدينة مع بعض أفراد السفارة الأمريكية. كما تم التأكيد على أن قوات الناتو لا تزال موجودة في مطار حامد كرزاي الدولي. وفي نفس اليوم (15 أغسطس) أذنت الحكومة الأمريكية بنشر 1000 جندي إضافي في أفغانستان، وبذلك يصل العدد الإجمالي للقوات الأمريكية في كابل إلى 6000.